# Джон Невил
Джон Невил (на английски: John Neville) (2 май 1925 - 19 ноември 2011) е английски театрален и филмов актьор. Известен е с главната си роля във филма „Приключенията на Барон Мюнхаузен“ на режисьора Тери Гилиъм.
Умира на 19 ноември 2011 г. в Торонто.

## Личен живот
От 1972 г. до смъртта си живее в Канада с жена си Каролин Хупър, с която са женени от 1949 г. и имат шест деца.